# Maxmilián I. Mexický
Maxmilián I. Mexický (španělsky Maximiliano I de México, rozený jako Ferdinand Maximilian Joseph von Habsburg-Lothringen; 6. července 1832 Vídeň – 19. června 1867 Santiago de Querétaro) byl člen rakouské císařské, habsbursko-lotrinské dynastie. Díky podpoře francouzského císaře Napoleona III. a skupiny mexických royalistů byl 10. dubna 1864 prohlášen mexickým císařem. Mnoho zahraničních vlád odmítlo uznat jeho vládu, zejména sousední Spojené státy americké. USA také podpořily mexické republikánské povstalce vedené sesazeným prezidentem Benitem Juárezem, který Maxmiliána svrhl, roku 1867 v Querétaru zajal a nechal popravit.

## Mládí

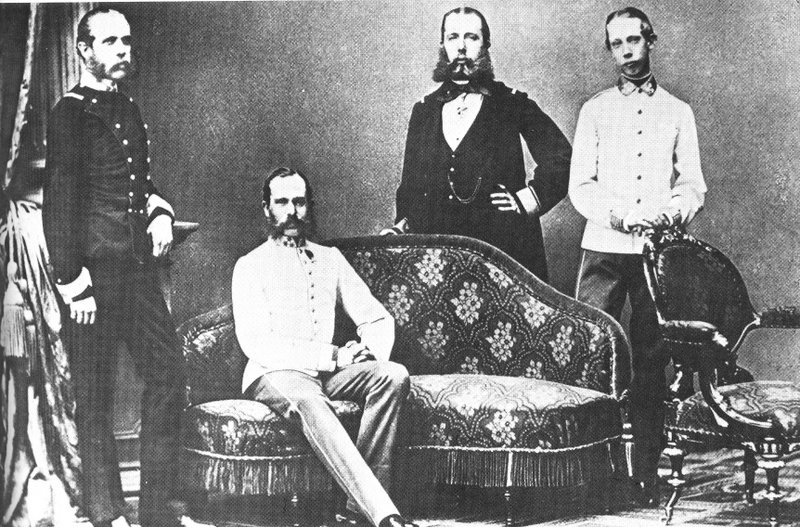
Maxmilián a jeho bratři

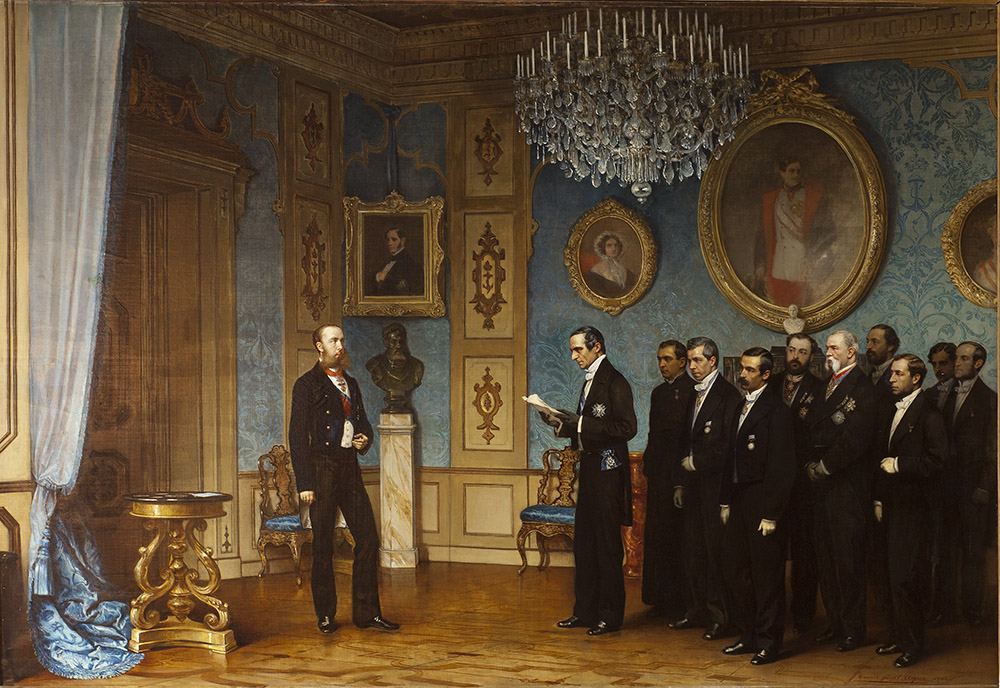
Cesare Dell'Acqua: Mexická delegace nabízí Maxmiliánovi Rakouskému mexický trůn

Maxmilián se narodil roku 1832 ve vídeňském zámku Schönbrunn jako druhý syn arcivévody Františka Karla Habsburského (i když někdy bývá jeho otcovství zpochybňováno a spekuluje se o tom, že jeho pravým otcem byl syn Napoleona Bonaparta Napoleon II.) a bavorské princezny Žofie Frederiky. Jeho sourozenci byli: pozdější císař František Josef I., Karel Ludvík, arcivévodkyně Marie Anna Karolína Pia a arcivévoda Ludvík Viktor. Maxmiliánův titul od narození zněl Jeho císařská a královská výsost Ferdinand Maxmilián Josef, císařský princ a arcivévoda rakouský, princ uherský a český.
Jako chlapec byl Maxmilián mimořádně inteligentní, měl i umělecké nadání a zajímal se o vědu, zvláště pak botaniku. Později vstoupil s hodností poručíka do námořnictva a díky svému úsilí rychle postupoval ve velitelských hodnostech až na tu nejvyšší – admirála a velitele rakouského válečného námořnictva. Byl také ovlivněn novými směry módy. Získal si pověst liberála a to mu v únoru 1857 vyneslo jmenování místokrálem v Lombardsku-benátsku.
V srpnu 1854 pobyl týden na návštěvě v zámku Zákupy u svého příbuzného excísaře Ferdinanda V., jehož byl synovcem. Odtud podnikl řadu výletů po Českolipsku a 9. srpna odjel do Drážďan. Po jeho smrti byla v zákupském zámku sloužena smuteční mše.

## Léta v rakouském císařském námořnictvu

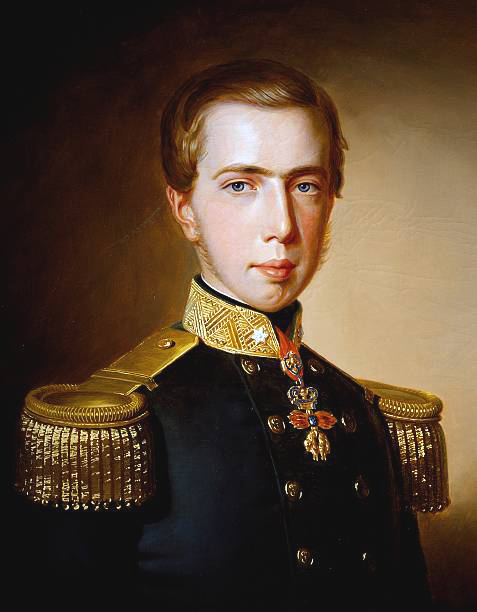
Maxmilián v uniformě, 1853

Maxmilián, který nebyl předurčen k vládnutí, vstoupil do vojenské služby a začal se trénovat v rakouském císařském námořnictvu. Ve své námořní kariéře projevil nadšení a jeho přímé spojení s císařem Františkem Josefem umožnilo přesměrování zdrojů na tento dříve zanedbávaný vojenský útvar.
Maxmilián se nalodil na korvetu Vulkan a podnikl krátkou plavbu po Řecku. V říjnu 1850 dosáhl hodnosti námořního poručíka. Na začátku roku 1851 se vydal na další, mnohem vzdálenější plavbu na palubě SMS Novara. Tato cesta ho natolik nadchla, že si do deníku poznamenal: „Naplním jeden ze svých nejmilovanějších snů, plavbu po moři. Odplouvám se vzpomínkami na svou milovanou rakouskou vlast v tomto pro mě velmi emotivním okamžiku.“

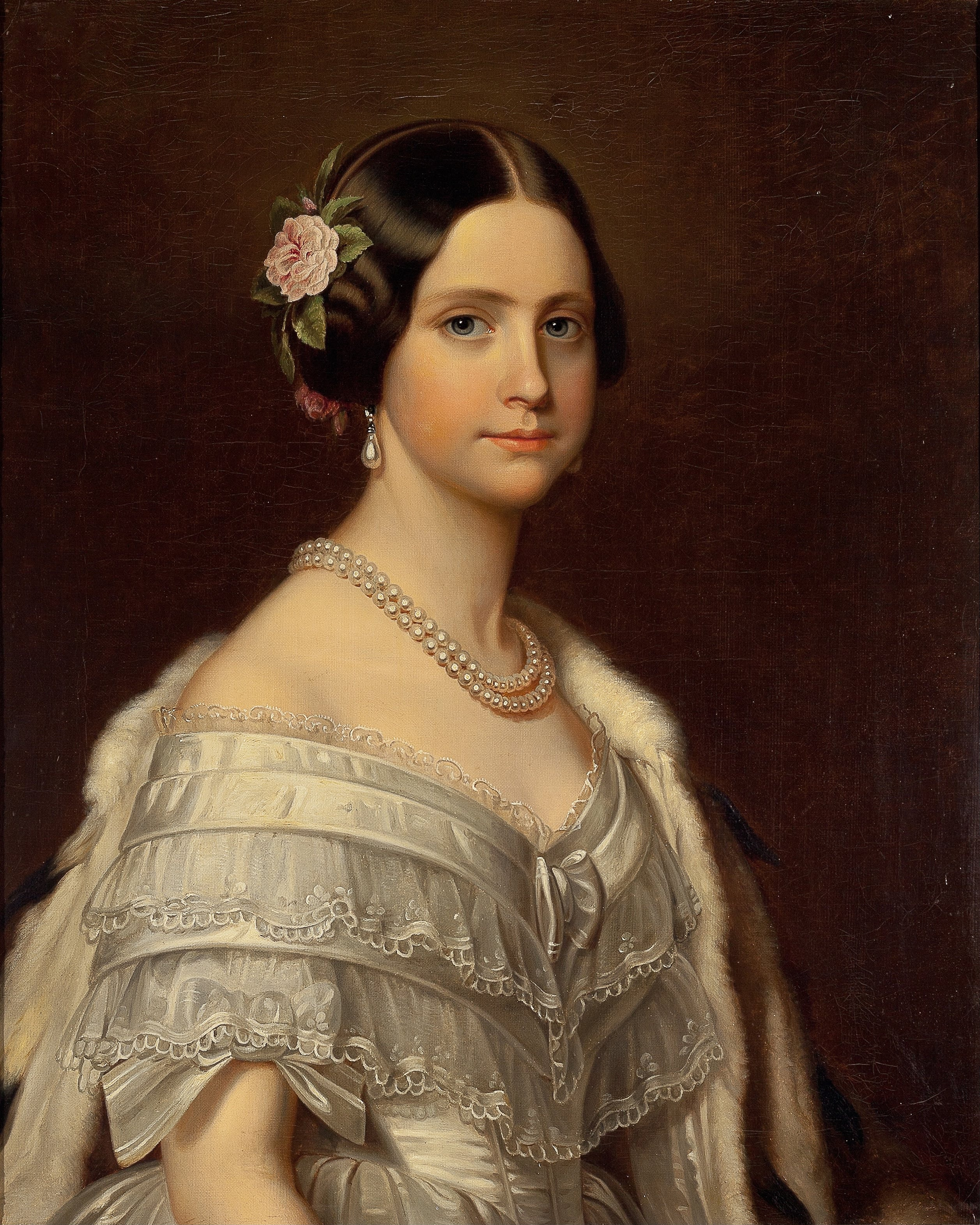
Marie Amálie Brazilská

Tato plavba ho zavedla do Lisabonu, kde se setkal s princeznou Marií Amálií z Braganzy, dcerou zesnulého brazilského císaře Petra I. Byla popisována jako krásná, zbožná, inteligentní a vzdělaná žena. Pár se do sebe zamiloval. Jeho bratr František Josef a jeho matka souhlasili s možným sňatkem. Bohužel, v únoru 1852 Maria Amália onemocněla spálou. Její zdravotní stav se během měsíců zhoršil a vyvinula se u ní tuberkulóza. Lékaři jí doporučili opustit Lisabon a odcestovat na Madeiru, kam dorazila v srpnu 1852. Koncem listopadu ztratila naději na uzdravení. Maria Amália zemřela 4. února 1853, což Maxmiliánem hluboce otřáslo.
Další Maxmiliánovy cesty v tomto období zahrnovaly Itálii, Španělsko, Madeiru, Tanger a Alžírsko. Navštívil také Bejrút, Palestinu a Egypt. Během návštěvy Španělska v roce 1854 zavítal k hrobům svých předků Ferdinanda II. Aragonského a Isabely I. Kastilské v Granadě. Později se vydal do Brazilského císařství. V dopise svému tchánovi, králi Leopoldovi I. Belgickému, napsal v roce 1859: „Připadá mi to jako legenda, že jsem prvním potomkem Ferdinanda a Isabely, který již od raného dětství považoval za své poslání vstoupit na kontinent, který získal tak obrovský význam pro osudy lidstva.“
Maxmilián se naučil velet námořníkům a získal solidní vzdělání v technických aspektech navigace. Dne 10. září 1854 byl jmenován vrchním velitelem rakouského námořnictva a povýšen na kontradmirála. Ve funkci velitele provedl několik reforem zaměřených na modernizaci námořních sil. Významně se podílel na vytvoření námořních přístavů v Terstu a Pole (dnešní Pula) a na výstavbě válečné flotily, s níž později admirál Wilhelm von Tegetthoff dosáhl svých vítězství. Nicméně byl kritizován za to, že masivní prostředky směřoval na stavbu lodí na úkor výcviku, zkušeností z plaveb a morálky námořníků. Zahájil také rozsáhlou vědeckou expedici (1857–1859).
Na konci roku 1855 hledal během špatného počasí útočiště pro svou loď v Terstském zálivu. Byl tímto místem natolik ohromen, že okamžitě zvažoval vybudování rezidence, což skutečně uskutečnil v březnu 1856, kdy zahájil stavbu toho, co bylo později nazváno zámkem Miramare, nacházejícího se poblíž města Terst.

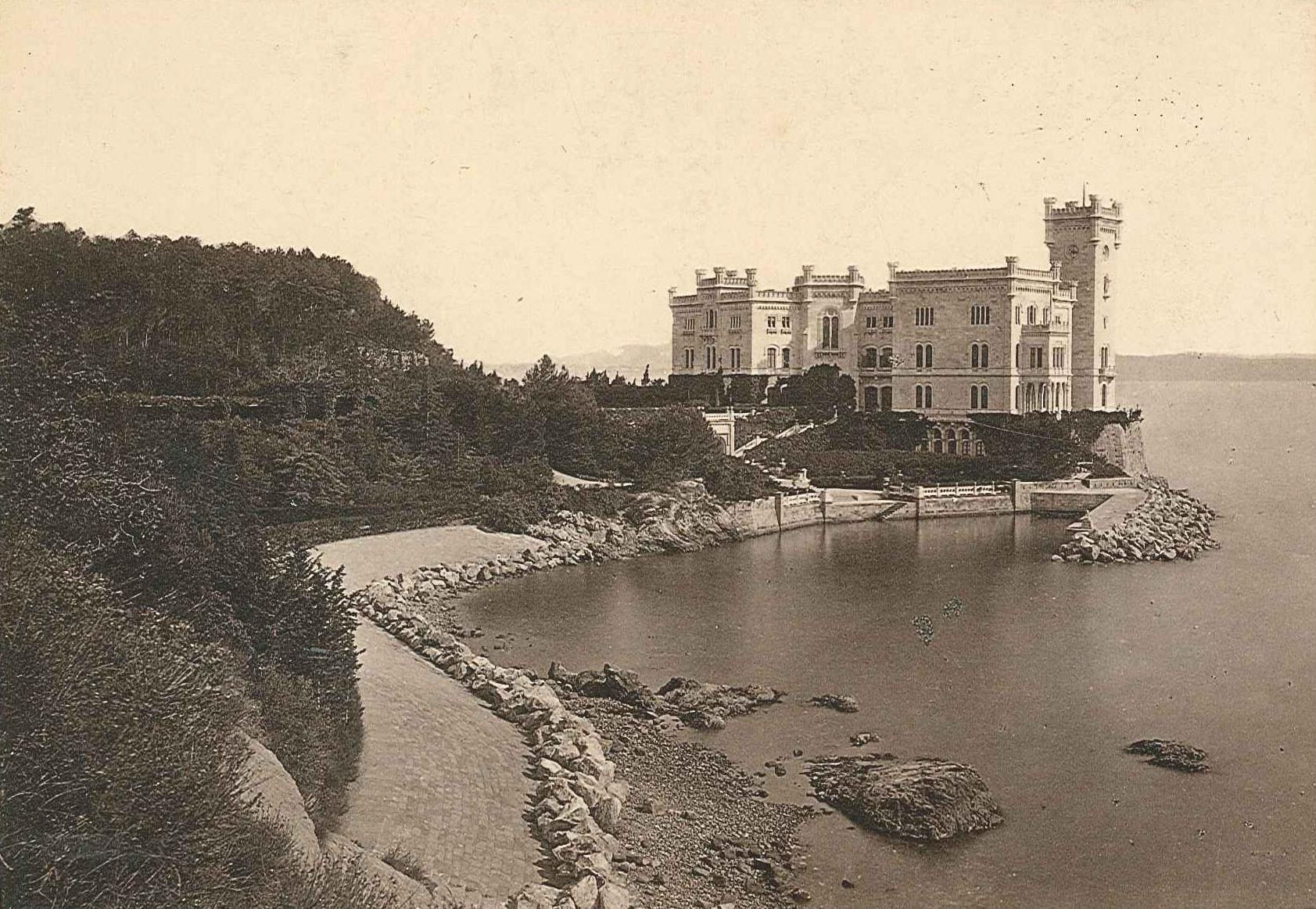
Zámek Miramare, asi 1880

Na konci krymské války v březnu 1856, která přinesla Evropě období míru, Maxmilián cestoval do Paříže, aby se setkal s císařem Francouzů Napoleonem III. a jeho manželkou císařovnou Evženií. Zde se také setkal s mexickými konzervativci, kteří později sehráli rozhodující roli v jeho životě. Arcivévoda si o tomto setkání zapsal do deníku: „Ačkoli císař postrádá genialitu svého slavného strýce, zachovává si naštěstí pro Francii velkou osobnost. Stojí vysoko nad tímto stoletím a jistě v něm zanechá svou stopu.“

## Sňatek s Charlottou Belgickou, osobní život a rodinné pozůstatky

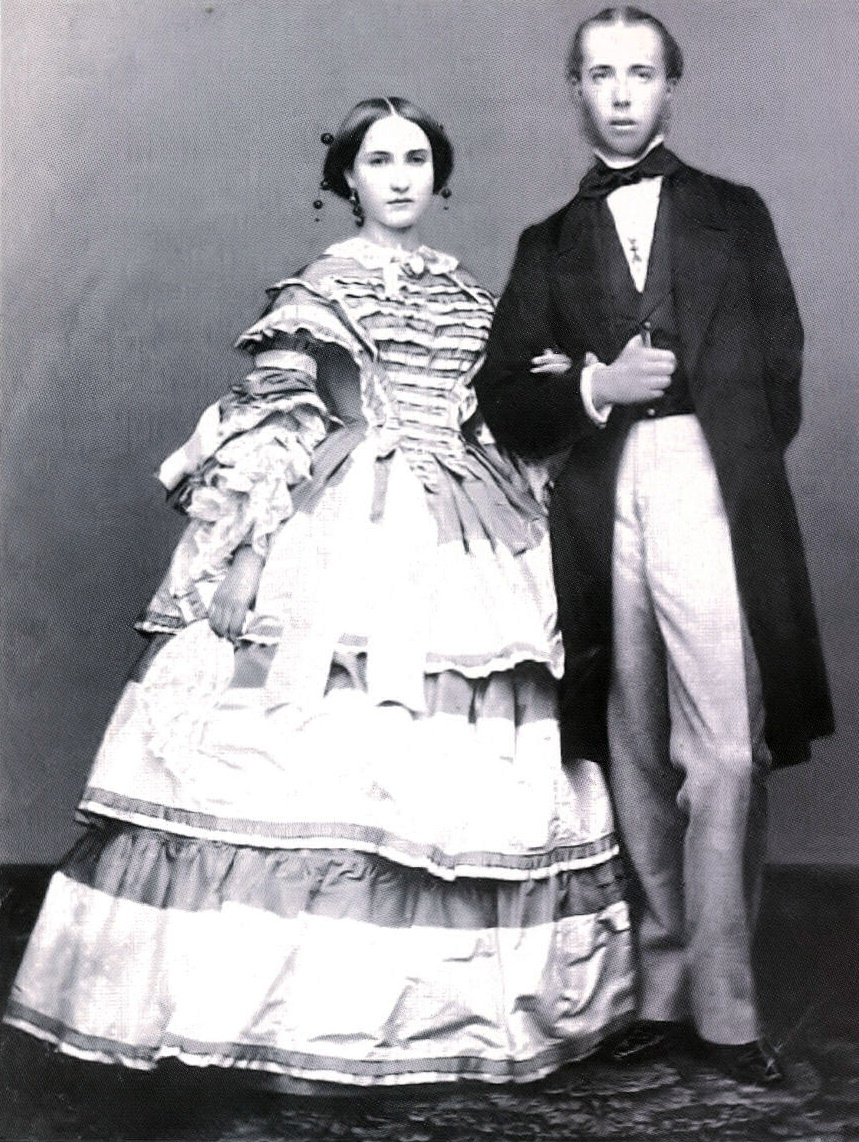
Charlotta a její snoubenec Maxmilián od Louis-Josepha Ghémara (1857)

V květnu 1856 požádal František Josef Maxmiliána, aby se vrátil z Paříže do Vídně a cestou se zastavil v Bruselu, aby navštívil belgického krále Leopolda I. Dne 30. května 1856 Maxmilián dorazil do Belgie, kde ho přivítal princ Filip, mladší syn krále Leopolda. Ve společnosti belgických princů navštívil města Tournai, Kortrijk, Bruggy, Gent, Antverpy a Charleroi. V Bruselu se Maxmilián setkal s jedinou dcerou krále a zesnulé královny Luisy Orleánské, Charlottou Belgickou, a vznikla mezi nimi romantická náklonnost.
Leopold I., když si uvědomil jejich vzájemné city, doporučil Maxmiliánovi, aby Charlottě nabídl sňatek. Z belgického pohledu bylo manželství velmi výhodné, protože mladé království by mohlo těžit ze spojení s velmocemi. Po dvou neúspěšných láskách byl sňatek s dcerou vládnoucího evropského panovníka pro Maxmiliána vhodný a zdál se být šťastným vyústěním jeho svobodného života. Maxmilián Charlottu skutečně požádal o ruku a byl přijat na belgickém dvoře. Později poznamenal kontrast mezi belgickým palácem Laeken a okázalostí císařských vídeňských rezidencí, což nebylo překvapivé vzhledem k tomu, že Belgie byla jen malým a mladým královstvím.
Princ Jiří Saský, kterého Charlotta dříve odmítla, varoval Leopolda I. před „vypočítavým charakterem vídeňského arcivévody.“ Syn Leopolda I., vévoda z Brabantu a budoucí Leopold II., naopak napsal královně Viktorii, Charlottině sestřenici: „Max je mladík plný vynalézavosti, znalostí, talentu a laskavosti.“
Zásnuby byly oficiálně uzavřeny 23. prosince 1856 a 27. července 1857 se Maxmilián a Charlotta vzali v Královském paláci v Bruselu. Svatebního obřadu se zúčastnila řada významných evropských královských osobností, včetně bratrance Charlotty a manžela královny Viktorie, prince Alberta. Sňatek rovněž posílil prestiž nově vzniklé belgické dynastie, protože rod Sasko-Kobursko-Gothajských se opět spojil s mocným rodem Habsburků.
Manželství nezplodilo žádné děti. Jako mexický císař a císařovna však Maxmilián a Charlotta 9. září 1865 adoptovali Agustína de Iturbide y Greena a jeho bratrance Salvadora de Iturbide y Marzána, oba vnuky Agustína de Iturbide, který krátce vládl jako císař prvního Mexického císařství. Matka Agustína, Alice Iturbide, Američanka narozená jako Alice Green, souhlasila s tím, že se vzdá svého dítěte. Brzy poté však změnila názor a zaslala Maxmiliánovi žádost o to, aby adopci zrušil. Byla však jednoduše deportována z Mexika bez svého dítěte. Agustín a jeho bratranec byli císařským dekretem ze 16. září 1865 obdařeni titulem „princ de Iturbide“ a oslovením „Výsost“ a byli zařazeni do nástupnické linie hned po vládnoucí rodině. V říjnu 1866, kdy se císařství začalo hroutit, Maxmilián napsal Alici Iturbide, že jí jejího syna Agustína vrací do péče.
Podle jednoho životopisce měl Maxmilián v Mexiku milenku. Historik Enrique Krauze naznačuje, že Maxmilián byl sterilní kvůli pohlavní nemoci, kterou se údajně nakazil od Brazilky při svém pobytu v Brazílii po odvolání z funkce místokrále. Jiný životopisec však tvrdí, že Maxmilián měl v Cuernavace tajný vchod ve své rezidenci, což mu umožňovalo diskrétní schůzky s ženami, a že zplodil syna s Mexičankou Concepción Sedano y Leguizano. Ten údajně zemřel krátce po Maxmiliánově popravě. Chlapec, nepřiznaný jako císařův potomek, byl údajně odvezen do Paříže a vzděláván za peníze mexického emigranta. Během první světové války žil ve Španělsku, kde ho naverbovala německá rozvědka. Francouzi ho zatkli jako zrádce a popravili zastřelením v roce 1917. Podle biografova nepodloženého tvrzení začínalo obvinění při jeho popravě slovy: „Sedano, syn císaře Maxmiliána Mexického.“
Jelikož Maxmilián a Charlotta neměli potomky, nemají žádné přímé následovníky. Členové habsburského rodu však dodnes považují Maxmiliána za významného předka. Nejbližším žijícím mužským příbuzným Maxmiliána je hlava habsburského rodu, Karel Habsburský. Členové habsbursko-lotrinského rodu stále žijí i v Mexiku, mezi nimi Karl Philipp Habsbursko-Lotrinský, první mužský potomek bývalého vládnoucího rodu narozený v této zemi. Karl Philipp je akademik, který poskytl mnoho rozhovorů, přednášek a prezentací týkajících se historie své rodiny, Maxmiliána a Charlotty i druhého Mexického císařství.

## Nabídka koruny
V roce 1859 se na Maxmiliána poprvé obrátili mexičtí konzervativci vedení yucatanským právníkem José Mariou Gutiérrezem, kteří po své porážce v občanské válce v Mexiku roku 1860 žili v evropském exilu, s návrhem, aby se stal mexickým vládcem. Jejich nabídku nejprve nepřijal a jeho rodina jej od mexické koruny zrazovala. Nicméně po francouzské intervenci do Mexika armáda Napoleona III. pod velením generála Elieho Foreye dobyla Ciudad de México a vyhlásila císařství, Maxmilián roku 1863 korunu přijal. Jeho rozhodnutí bylo podmíněno ztrátou šlechtického stavu a výsad v Rakousku, ačkoliv o tom on sám, před tím než opustil Rakousko, nebyl informován. Jeho manželka Charlotta poté začala být titulována jako Její císařské veličenstvo císařovna Charlotta.

## Mexický císař

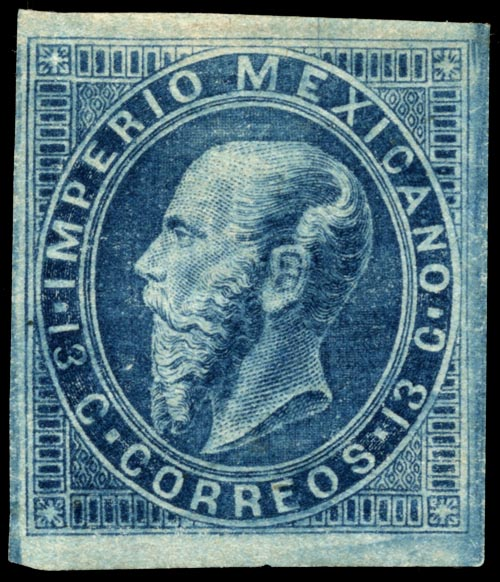
Mexická známka z roku 1866 s portrétem císaře Maxmiliána

Maxmilián vystoupil z fregaty Novara na americkou půdu v mexickém Veracruzu dne 28. května 1864. S sebou přivezl dobrovolnickou armádu složenou ze žoldnéřů všech možných národností včetně Čechů. Od počátku čelil pokračující válce mezi francouzským expedičním sborem a republikánskými povstalci vedenými Benitem Juárezem, kteří odmítli uznat Maxmiliánovu vládu.
Císařský pár si za své sídelní město zvolil Ciudad de México, kam slavnostně vstoupil měsíc po svém přistání v Mexiku a kde se nechal přivítat francouzskými vojáky a svými mexickými stoupenci. Za svou rezidenci si zvolil Chapultepecký hrad, který stál na vrcholu chapultepeckého kopce a kdysi býval zátiším aztéckých vládců a později sídlem španělských místokrálů. Císař Maxmilián nechal postavit širokou cestu od svého paláce až do centra Ciudad de México, která se původně jmenovala Paseo de la Emperatriz (česky Třída císařovny), dnešní slavná Paseo de la Reforma (Třída Reforem) a měl v plánu nechat se slavnostně korunovat v Metropolitní katedrále v Ciudad de México, ale korunovace se nikdy neuskutečnila kvůli neustálé politické nestabilitě Maxmiliánova režimu. Římskokatolická církev na císaři žádala navrácení svých privilegií, která jí odňal Juárezův režim, to však Maxmilián odmítl, čímž si církev proti sobě popudil a ta také nadále podkopávala jeho autoritu.
Protože Maxmilián a Charlotta neměli děti, adoptovali Agustína de Iturbide y Greena a jeho bratrance Salvadora de Itúrbide y de Marzána, oba byli vnuci popraveného vládce Prvního mexického císařství Agustína de Iturbide, který vládl Mexiku jako císař krátce ve dvacátých letech 19. století. Mladí Augustínové dostali titul Jeho výsost, princ iturbidský a byli určeni jako dědici trůnu.
Ke zděšení svých konzervativních stoupenců Maxmilián podpořil několik liberálních politických kroků navržených Juárezovou administrativou, např. pozemkovou reformu, náboženskou svobodu a rozšíření volebního práva nejen na vlastníky velkých pozemků. Zpočátku měl císař v úmyslu Juáreze amnestovat, pokud mu republikánský vůdce odpřisáhne věrnost, tohle však Benito Juárez odmítl. V říjnu 1865 vydal Maxmilián tzv. „černý zákon“, kterým nařídil všechny Mexičany věrné Juárezovi zastřelit, v reakci na praktiky povstalců, kteří zabíjeli royalisty věrné císaři. Za dobu platnosti tohoto zákona bylo popraveno na dvacet tisíc lidí, což ještě více rozbouřilo proticísařskou opozici a znechutilo některé konzervativní Maxmiliánovy stoupence.
Poté, co v roce 1865 skončila americká občanská válka mezi Unií a Konfederací, znovusjednocené Spojené státy americké začaly podporovat Juárezovy povstalce. Roku 1866 hrozba Maxmiliánovy abdikace byla zjevná i v zahraničí. Toho roku Napoleon III. vzhledem k odporu Mexičanů i americkému tlaku pod vlivem Monroeovy doktríny stáhnul francouzský expediční sbor, ale pravý důvod stažení francouzského kontingentu z Ameriky bylo posílení armády v Evropě v nastávajícím konfliktu s Bismarckovým Německem. Císařovna Charlotta odcestovala do Evropy, aby hledala podporu pro svého manžela nejprve v Paříži, poté ve Vídni a nakonec v Římě u papeže Pia IX. Její úsilí vyšlo naprázdno a vyústilo v její psychické zhroucení a do Mexika se již nikdy nevrátila. Poté, co byl její manžel v Mexiku vítěznými republikány popraven, strávila zbytek života v ústraní, nejprve v miramarském zámku poblíž Terstu a poté v hradu Bouchout v Miese, kde 19. ledna 1927 zemřela. Od té doby celý život u sebe nosila Maxmiliánovu figurku, kterou oslovovala „můj milý Maxi, mexický císaři…“

## Pád

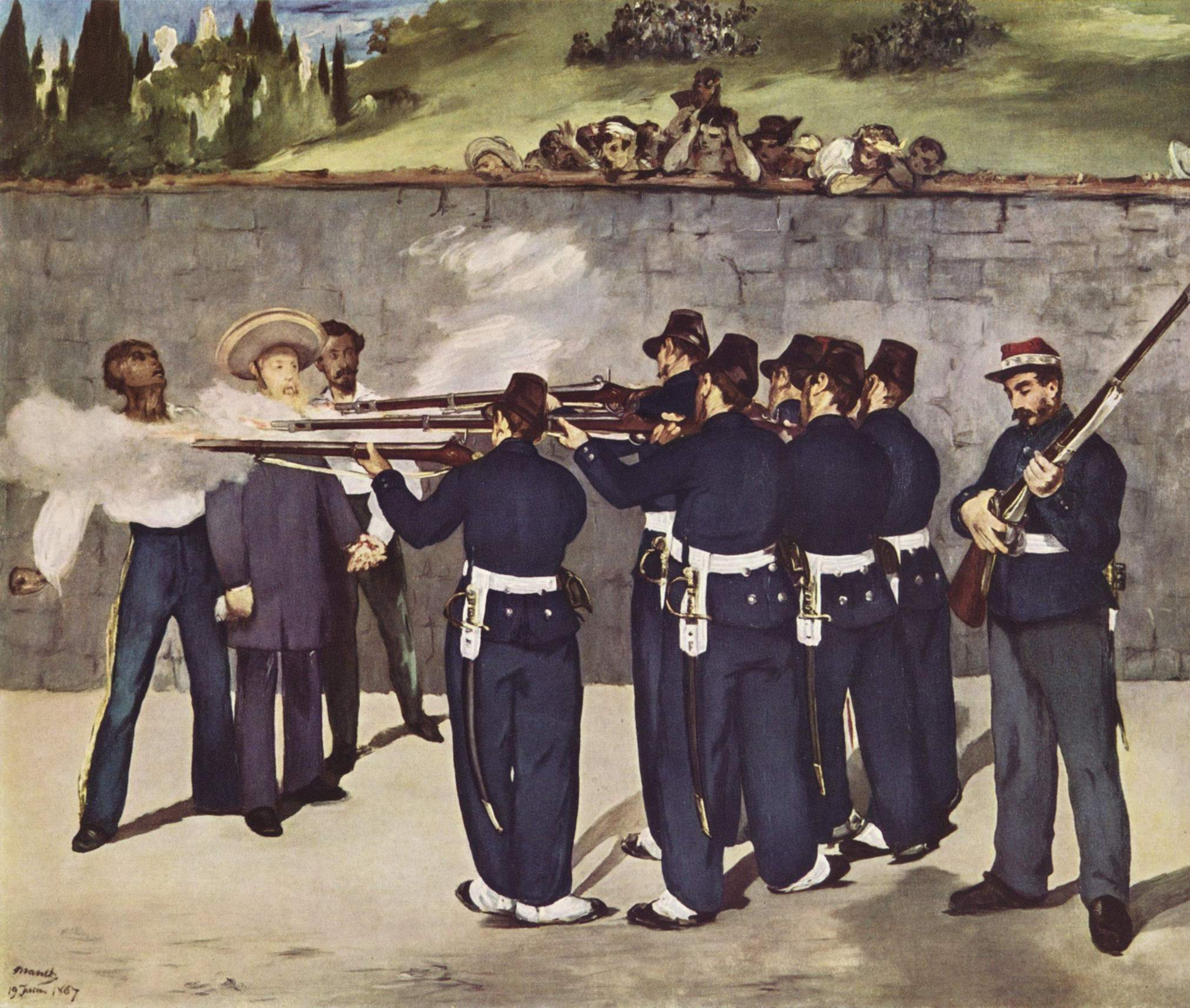
Edouard Manet: Poprava císaře Maxmiliána, vedle něho generál Miramón (po císařově levé ruce) a Mejía

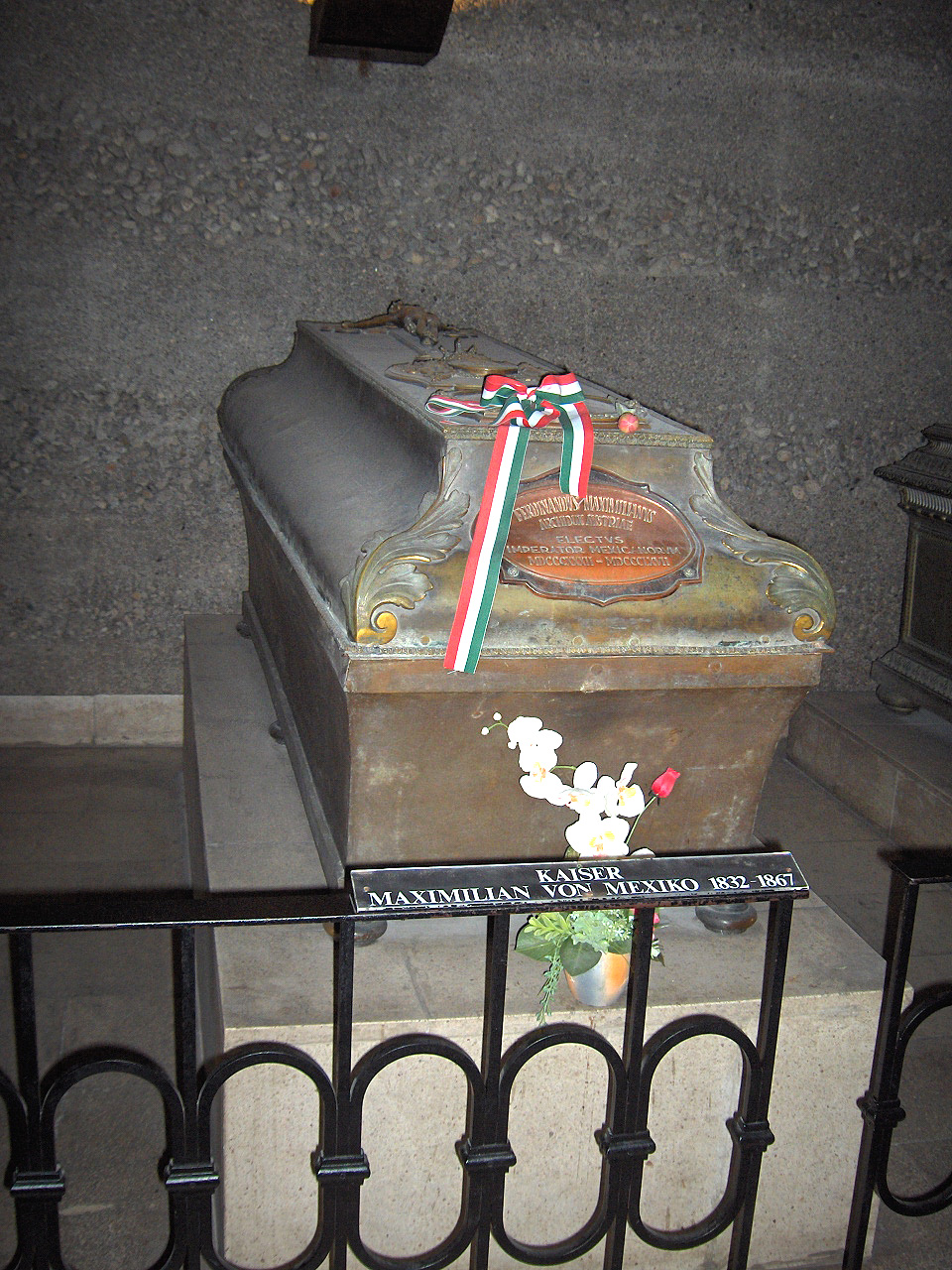
Maxmiliánův hrob, Vídeň

Ačkoliv ke stažení z Mexika byl Napoleon III. donucen, jeho ústup znamenal těžkou ránu pro Mexické císařství. Maxmilián byl donucen se svými stoupenci uprchnout z Ciudad de México, aby si zachránil alespoň život. 19. ledna 1867 obsadil město Santiago de Querétaro a opevnil se v klášteře de la Cruz. V klášteře de la Cruz císaře a velitele jeho gardy plukovníka Miguela Lópeze obklíčil Juárezův generál Escobena. Navzdory pokusu Maxmiliánových věrných generálů Miguela Miramóna a Tomáse Mejíi osvobodit císaře z obklíčení, padl po dvouměsíčním obléhání kvůli zradě plukovníka Lópeze klášter do rukou republikánům. Maxmilián byl zajat a postaven před válečný soud. Ten císaře, spolu s oběma jeho generály Miramónem a Mejíou, odsoudil k trestu smrti. Evropští panovníci, mnoho osobností (například francouzský spisovatel Victor Hugo, či italský revolucionář a dobrodruh Giuseppe Garibaldi) a dokonce i americký prezident žádali ušetření Maxmiliánova života, rakouský dvůr nabízel výkupné, znovu nastolený prezident Benito Juárez se však pod rozsudek podepsal.
Rozsudek byl vykonán 19. června 1867 v Cerro de las Campanas. Maxmiliánovým posledním přáním bylo poslechnout si ještě jednou melodii La Palomy, kterou si zamiloval během námořní služby v mládí. Před popravou mu věznitelé sdělili, že jeho žena Charlotta v Evropě zemřela, aby nemusel trpět vědomím, že žije, ale je psychicky vyšinutá. Popravčí četa jeho i oba generály zastřelila ještě před tím, než dozněla melodie La Palomy. Jeho poslední slova byla:
„Mexicanos! Muero por la causa de México. No dejen que nadie pise sus ideales, ni sus derechos más sagrados. Espero que la sangre de este mexicano sea la última que se derrame. Viva México!“
Český překlad: „Mexičané! Umírám pro Mexiko. Nedopusťte, aby někdo pošlapal vaše ideály a vaše nejsvětější práva. Doufám, že tato krev bude poslední, která byla prolita. Ať žije Mexiko!“
Maxmilián podplatil vojáky, kteří ho měli zastřelit, aby ho nestříleli do hlavy, aby se mu jeho matka mohla podívat do tváře. Zatímco generálové byli po sprše kulek okamžitě mrtví, Maxmilián první dávku přežil a musel dostat „ránu z milosti“. Maxmiliánovo tělo bylo v Mexiku nabalzámováno, aby ho v listopadu 1867 na lodi Novara převezl admirál Wilhelm von Tegetthoff do nově založeného Rakousko-Uherska, kde byl pohřben ve vídeňské Císařské hrobce.

## Vývod z předků
|                      |                                       |  |                              |                                      |  |  |  |  |  |  |  | František I. Štěpán Lotrinský |
|                      |                                       |  |                              |                                      |  |  |  |  |  |  |  |                               |
|                      | Leopold II.                           |  |                              |                                      |  |  |  |  |  |  |  |                               |
|                      |                                       |  |                              |                                      |  |  |  |  |  |  |  |                               |
|                      |                                       |  |                              | Marie Terezie                        |  |  |  |  |  |  |  |                               |
|                      |                                       |  |                              |                                      |  |  |  |  |  |  |  |                               |
|                      | František I. Rakouský                 |  |                              |                                      |  |  |  |  |  |  |  |                               |
|                      |                                       |  |                              |                                      |  |  |  |  |  |  |  |                               |
|                      |                                       |  |                              | Karel III. Španělský                 |  |  |  |  |  |  |  |                               |
|                      |                                       |  |                              |                                      |  |  |  |  |  |  |  |                               |
|                      | Marie Ludovika Španělská              |  |                              |                                      |  |  |  |  |  |  |  |                               |
|                      |                                       |  |                              |                                      |  |  |  |  |  |  |  |                               |
|                      |                                       |  |                              | Marie Amálie Saská                   |  |  |  |  |  |  |  |                               |
|                      |                                       |  |                              |                                      |  |  |  |  |  |  |  |                               |
|                      | František Karel Habsbursko-Lotrinský  |  |                              |                                      |  |  |  |  |  |  |  |                               |
|                      |                                       |  |                              |                                      |  |  |  |  |  |  |  |                               |
|                      |                                       |  |                              | Karel III. Španělský                 |  |  |  |  |  |  |  |                               |
|                      |                                       |  |                              |                                      |  |  |  |  |  |  |  |                               |
|                      | Ferdinand I. Neapolsko-Sicilský       |  |                              |                                      |  |  |  |  |  |  |  |                               |
|                      |                                       |  |                              |                                      |  |  |  |  |  |  |  |                               |
|                      |                                       |  |                              | Marie Amálie Saská                   |  |  |  |  |  |  |  |                               |
|                      |                                       |  |                              |                                      |  |  |  |  |  |  |  |                               |
|                      | Marie Tereza Neapolsko-Sicilská       |  |                              |                                      |  |  |  |  |  |  |  |                               |
|                      |                                       |  |                              |                                      |  |  |  |  |  |  |  |                               |
|                      |                                       |  |                              | František I. Štěpán Lotrinský        |  |  |  |  |  |  |  |                               |
|                      |                                       |  |                              |                                      |  |  |  |  |  |  |  |                               |
|                      | Marie Karolína Habsbursko-Lotrinská   |  |                              |                                      |  |  |  |  |  |  |  |                               |
|                      |                                       |  |                              |                                      |  |  |  |  |  |  |  |                               |
|                      |                                       |  |                              | Marie Terezie                        |  |  |  |  |  |  |  |                               |
|                      |                                       |  |                              |                                      |  |  |  |  |  |  |  |                               |
| Maxmilián I. Mexický |                                       |  |                              |                                      |  |  |  |  |  |  |  |                               |
|                      |                                       |  |                              |                                      |  |  |  |  |  |  |  |                               |
|                      |                                       |  | Kristián III. ze Zweibrücken |                                      |  |  |  |  |  |  |  |                               |
|                      |                                       |  |                              |                                      |  |  |  |  |  |  |  |                               |
|                      | Fridrich Michal Falcko-Zweibrückenský |  |                              |                                      |  |  |  |  |  |  |  |                               |
|                      |                                       |  |                              |                                      |  |  |  |  |  |  |  |                               |
|                      |                                       |  |                              | Karolína Nasavsko-Saarbrückenská     |  |  |  |  |  |  |  |                               |
|                      |                                       |  |                              |                                      |  |  |  |  |  |  |  |                               |
|                      | Maxmilián I. Josef Bavorský           |  |                              |                                      |  |  |  |  |  |  |  |                               |
|                      |                                       |  |                              |                                      |  |  |  |  |  |  |  |                               |
|                      |                                       |  |                              | Josef Karel ze Sulzbachu             |  |  |  |  |  |  |  |                               |
|                      |                                       |  |                              |                                      |  |  |  |  |  |  |  |                               |
|                      | Marie Františka Falcko-Sulzbašská     |  |                              |                                      |  |  |  |  |  |  |  |                               |
|                      |                                       |  |                              |                                      |  |  |  |  |  |  |  |                               |
|                      |                                       |  |                              | Alžběta Augusta Falcko-Neuburská     |  |  |  |  |  |  |  |                               |
|                      |                                       |  |                              |                                      |  |  |  |  |  |  |  |                               |
|                      | Žofie Frederika Bavorská              |  |                              |                                      |  |  |  |  |  |  |  |                               |
|                      |                                       |  |                              |                                      |  |  |  |  |  |  |  |                               |
|                      |                                       |  |                              | Karel Fridrich Bádenský              |  |  |  |  |  |  |  |                               |
|                      |                                       |  |                              |                                      |  |  |  |  |  |  |  |                               |
|                      | Karel Ludvík Bádenský                 |  |                              |                                      |  |  |  |  |  |  |  |                               |
|                      |                                       |  |                              |                                      |  |  |  |  |  |  |  |                               |
|                      |                                       |  |                              | Karolína Luisa Hesensko-Darmstadtská |  |  |  |  |  |  |  |                               |
|                      |                                       |  |                              |                                      |  |  |  |  |  |  |  |                               |
|                      | Karolína Frederika Vilemína Bádenská  |  |                              |                                      |  |  |  |  |  |  |  |                               |
|                      |                                       |  |                              |                                      |  |  |  |  |  |  |  |                               |
|                      |                                       |  |                              | Ludvík IX. Hesensko-Darmstadtský     |  |  |  |  |  |  |  |                               |
|                      |                                       |  |                              |                                      |  |  |  |  |  |  |  |                               |
|                      | Amálie Hesensko-Darmstadtská          |  |                              |                                      |  |  |  |  |  |  |  |                               |
|                      |                                       |  |                              |                                      |  |  |  |  |  |  |  |                               |
|                      |                                       |  |                              | Karolína Falcko-Zweibrückenská       |  |  |  |  |  |  |  |                               |
|                      |                                       |  |                              |                                      |  |  |  |  |  |  |  |                               |